# Der Bibelcode
Der Bibelcode ist ein deutsch-österreichisch-französischer Abenteuerfilm aus dem Jahr 2008. Der Film wurde als Zweiteiler erstmals am 1. und 2. September 2008 bei ProSieben und im ORF ausgestrahlt. Am 14. September 2009 wurde der Film in einem Stück auf ProSieben ausgestrahlt. Die Inszenierung basiert dabei auf dem gleichnamigen, umstrittenen Sachbuch des US-amerikanischen Journalisten Michael Drosnin und dessen Theorie, wonach der hebräische Originaltext der Bibel (der Tanakh) einen verborgenen Intervallcode enthalten soll, mit dem man mittels eines mathematischen Verfahrens Vorhersagen über die Zukunft entdecken kann.

## Handlung
Kurz nach ihrer Entlassung erhält die ehemalige Polizistin Johanna Bachmann einen Anruf ihres totgeglaubten Vaters Christian, der sie um ein Treffen bittet. Doch bei ihrer Begegnung wird der Bibelforscher erschossen. Mit letzter Kraft warnt er vor einem Angriff auf den Papst und übergibt seiner Tochter einen Laptop, einen USB-Stick, ein Notizbuch und einen Schlüssel. In der verwüsteten Wohnung ihres Vaters trifft Johanna den Assistenten ihres Vaters, den Franzosen Simon Maler. Als die beiden das Büro nach Hinweisen durchsuchen, fallen Schüsse. Der gewalttätige Kardinal Rhades bedroht sie, weil Christian Bachmann vor seinem Tod mit Hilfe eines geheimen Bibelcodes vier Prophezeiungen in der Heiligen Schrift entdeckte.
Nach einer Verfolgungsjagd über die Münchener Dächer telefoniert Johanna mit Ephraim Blum, einem Kollegen ihres Vaters. Dieser lädt sie nach Graz ein, doch als sie dort mit Simon ankommt, ist Blum verschwunden. Simon untersucht die in phönizischem Hebräisch auf dem Laptop gespeicherten Texte und findet heraus, dass die erste Prophezeiung („Der Tag der Enthüllung ist der Tag deines Todes.“) bereits eingetreten ist.
In einem Kloster am Fluss Loup in der Provence treffen Johanna und Simon auf Blum, der ihnen etwas von den Sibyllen erzählt. Diese Prophetinnen konnten mit Hilfe der Bibel in die Zukunft blicken und dienten den Mächtigen der Kirche als Ratgeber. Als ihre Feinde auftauchen, wird Blum erschossen und Johanna zerstört den Laptop. Zusammen mit Simon wird sie von Rhades’ Handlanger Thadeus gefangen genommen. Doch ein junger Mönch des schwarzen Ordens rettet Johanna und Simon im letzten Moment. Gemeinsam reist das Trio zum Vatikan, um Papst Innozenz V. vor dem Attentat zu warnen, das die zweite Prophezeiung („Die Gnade Gottes begleitet den Tod des hohen Propheten.“) zusammen mit Bachmanns letzten Worten andeutet. Als sie vor dem Heiligen Vater stehen, erweist sich der schwarze Mönch, der Johanna (übersetzt heißt der Name „die Gnade Gottes“) begleitet, als Verräter und sticht auf den Papst ein.
Andreas Imhof und ein weißer Mönch bringen Johanna und Simon in das Kloster der Prälatur der heiligen Sterne (sancti stellares) in der Steiermark. Dort begegnet Johanna überraschend dem Papst, der das Attentat überlebt hat. Innozenz berichtet ihr von den finsteren Plänen des Kardinals Rhades von Avignon, der selbst Papst werden will. Außerdem offenbart er ihr, dass die Seherinnen die einzigen Frauen in diesem Kloster waren. Die letzte Seherin Nora Weber verschwand vor knapp über 100 Jahren zusammen mit der Sternenscheibe, die für die Entschlüsselung des Bibelcodes unentbehrlich ist. Andreas Imhof zeigt den Besuchern die Bibliothek, die viele alte Handschriften der Bibel enthält. Auf Noras Papieren entdeckt Simon ein hebräisches Monogramm, das auf Johanna verweist.
Während Johanna erfährt, dass ihr Ex-Kollege Markus mit schwarzen Pocken tödlich infiziert wurde, zündet ein Verräter die Bibliothek an. Simon überzeugt sie davon, dass Rhades wohl eine Pocken-Epidemie plant, um so die dritte Prophezeiung zu erfüllen („Die schwarzen Armeen bringen die Dunkelheit.“). Außerdem wird deutlich, dass sich die vierte Prophezeiung („Sie geht den Weg Jesajas.“) wohl auf Johanna bezieht. Mit einem geheimen Code entdecken sie im Kloster eine von Nora angefertigte Karte des Heiligen Lands. Während die beiden Abenteurer nach Israel fliegen, beruft der Papst ein Konsistorium ein, um Rhades anzuklagen.
In der Wüste Negev finden Johanna und Simon das Dorf, in dem sich Noras Grab befindet. Sie begegnen einem jungen Mann, dessen Familie seit drei Generationen Noras Geheimnis bewacht. In dem Grab entdecken sie ein zerbrochenes Teleskop mit einer Karte und die Urschrift der Bibel. Dann müssen Johanna und Simon wieder vor Rhades’ Killern fliehen. Die neue Karte verweist sie nach Ramon, wo ein Sandsturm ihre Gegner zurückhält. Mitten in der Wüste weiß Johanna plötzlich, wo die Sternenscheibe liegt. Als sie die Scheibe über die Urschrift hält, hat sie eine Vision, die Rhades’ Plan enthüllt. Mit Hilfe des Ordens können Johanna und Simon gerade noch rechtzeitig nach Rom kommen, um die Vergiftung des Trinkwassers zu verhindern und den Papst davon abzuhalten, sich Rhades zu ergeben. Kardinal Rhades begeht daraufhin Selbstmord.

## Produktion
Der Film wurde an 53 Tagen im Herbst 2007 in München, Graz, Herberstein (Steiermark), Avignon, Rom und Namibia gedreht. Das Münchener Antiquarium diente als Innenkulisse für die Szenen im Vatikan und die Wüste von Namibia, in der das Dorf komplett aufgebaut wurde, stellte die Negev dar. Bei den dortigen Dreharbeiten sorgte ein echter Sandsturm für eine Unterbrechung. Als Wasserwerk in Rom diente das Walchenseekraftwerk und das dazugehörige Wasserschloss in Kochel am See.

## Kritiken
„Wirklich ernst nehmen kann man das Geschehen nicht – aber das verlangt ja Gott sei dank auch keiner. Im Fall der 27-jährigen Hauptdarstellerin mag man sich sogar einbilden, sie gelegentlich ganz leicht grinsen zu sehen, und ein paar sportlich-ironische Dialoge hat man ihr auch gestattet. [...]
So transportiert sie auf subtile Weise die einzige Haltung, mit der sich der Film goutieren lässt: Freude am Trash, und bloß nicht zu hoch hängen, das Ganze. Dass ProSieben im Anschluss eine ‚Galileo Mystery‘-Ausgabe über Geheimbotschaften in der Bibel nachlegt, steht ja auf einem anderen Blatt.“

„Optisch und inhaltlich orientiert sich der TV-Abenteuerfilm deutlich an den zum Überdruss bekannten Hollywood-Blockbustern. Was das Budget nicht erlaubt, kompensiert Regisseur Christoph Schrewe mit Kitsch und Nahaufnahmen von Cosma Shiva Hagens hübschem Gesicht. München, Graz, Avignon, Rom und die Wüste Negev bieten Raum für größenwahnsinnige Verfolgungsjagden. Die Geschichte ist frei nach Michael Drosnins gleichnamigen Bestsellers aus dem Jahr 1997 inszeniert. Mystik und Religion liefern alberne Details für die krude Handlung. Die Produktion überquert leider alle Grenzen des schlechten Geschmacks.“

„Technisch aufwändiger, aber ideenarm einschlägigen Vorbildern nacheifernder (Fernseh-)Abenteuer- und Fantasyfilm. Seine Geschichte verdankt er dem Sachbuch-Bestseller eines amerikanisches Journalisten, der die Buchstabenfolgen und -häufungen in der Bibel mit Hilfe mathematischer Formeln zu entschlüsseln versuchte.“